# 안녕히 계세요
<안녕히 계세요>는 대한민국의 여성 싱어송라이터 장덕에 의해 작사 · 작곡된 곡이다. 1983년 장덕의 솔로 첫번째 정규 음반 《날 찾지 말아요》의 B면 1번 트랙으로 발표되었다.

## 배경
1975년 만 14세(중학교 2학년)의 나이로 오빠 장현과 함께 듀엣 현이와 덕이를 결성, 《친구야 친구》(1976)와《순진한 아이》(1978) 등을 발표하며 큰 인기를 누린 장덕은 고등학교 졸업 후 솔로 음반 《첫사랑》(1979), 《순정》(1980)을 발표하고 1980년 10월 어머니의 부름으로 미국 내쉬빌로 건너가게 된다. 그리고 그 곳에서 테네시 주립 대학교에 입학, 작곡을 전공하며 유학생활을 하게 되고 내슈빌의 한인 가족밴드 리 패밀리의 일원으로 활동하다가 멤버 중 한 명인 이승언이라는 남자와 사랑하게 되고 결혼도 하게 된다. 하지만 고국에 대한 향수와 화려했던 가수 생활에의 그리움에 늘 시달리던 장덕은 한국에 갔다오겠다는 부탁을 남편이 계속 들어주지 않자 친어머니와 남편에게 각각 한국으로 간다는 메모만을 남긴채 고국으로 향하는 비행기에 오르게 된다. 장덕이 남편에게 남긴 메모에는 '날 찾지 말아요 / 날 그냥 내버려 둬요 / 아무리 애써도 / 당신께 돌아가긴 싫어요'라는 이별을 고하는 내용의 글이 씌여 있었는데, 이 메모를 바탕으로 만들어진 곡이 바로 장덕이 고국으로 돌아온 후 발표한 첫 솔로 정규 음반 《날 찾지 말아요》의 A면 머릿곡이자 동명 타이틀 곡 <날 찾지 말아요>다. 그리고 어머니에게 남긴 메모에는 <안녕히 계세요>에는 '나를 사랑해 준 그대를 / 홀로 남겨 두고서 / 나는 가네 / 아주 멀리'라는 내용의 글이 씌여 있었는데, 이 메모를 바탕으로 만들어진 곡이 바로 <안녕히 계세요>다. 어떻게 보면 <안녕히 계세요> 또한 남편에게 전하는 메시지의 곡일 수 도 있으나 가사의 마지막 구절 '사랑한단 말도 못하고 / 당신을 떠나갑니다 / 그대 안녕히 계세요'을 보면 어머니에게 전하는 메시지의 곡일 가능성이 크다.